# Авіакосмічний ліцей Державного університету "Київський авіаційний інститут"

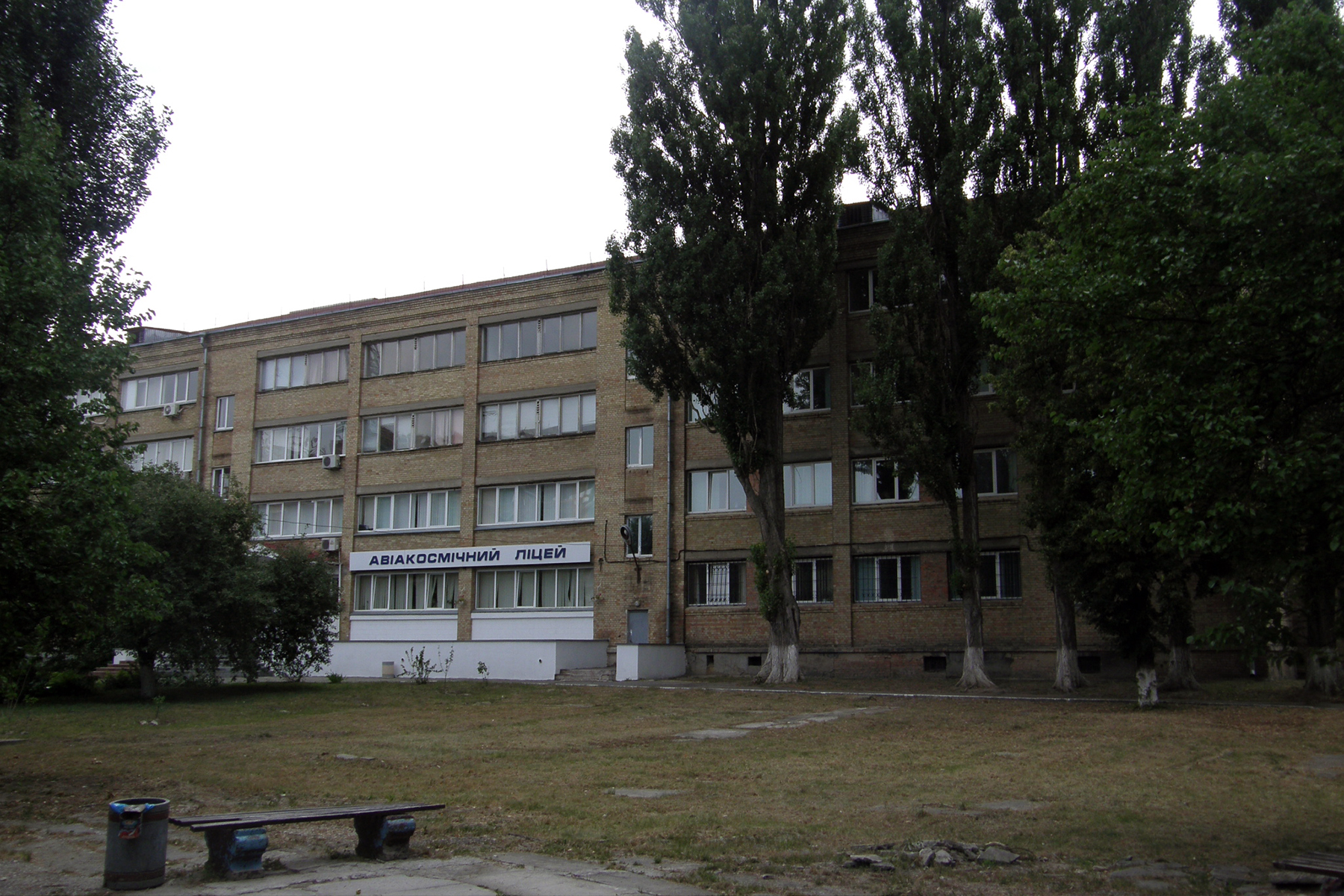
будівля Авіакосмічний ліцею, м. Київ, проспект Любомира Гузара, 1, корпус 7-б, типовий проєкт 2-02-99, 1965 р.

Авіакосмічний ліцей ім. І. Сікорського Державного університету "Київський авіаційний інститут" — навчальний заклад з фізико-математичним профільним навчанням, допомагає ввійти в  старшокласників. В ліцеї навчаються учні 8-11 класів.

## Історія
1999 — Створення Авіакосмічного ліцею Національного авіаційного університету м. Києва.
2001 — Переїзд у нове приміщення корпусу 7б, яке урочисто відкрив Прем'єр-міністр України.
2002 — Створено ліцейне наукове товариство «Сократ».
2003 — Розпочато науково-педагогічний експеримент "Наступність допрофесійної підготовки старшокласників у системі «ліцей — ВНЗ».
2007 — Розпочато новий науково-педагогічний експеримент «Модель комплексного впровадження комп'ютерних технологій навчання».
2009 — «Всеукраїнський науково-практичний журнал „Директор школи, ліцею, гімназії“ присвятив 4 номер 10-ти річчю АКЛ НАУ».
2010 — ліцею присвоєно ім'я видатного авіаконструктора Ігоря Івановича Сікорського.
2011 — Вперше в історії України відбувся сеанс радіозв'язку учнів ліцею з бортінженером Міжнародної Космічної Станції — командиром корабля Союз-ТМА-22 Антоном Шкаплеровим, який несе вахту на борту станції.
2012 — за результатами атестації навчальних закладів ліцей атестовано з відзнакою.

## Керівництво
Директор Авіакосмічного ліцею НАУ м. Києва — Земляна Галина Іванівна — кандидат філологічних наук. Заслужений працівник освіти України.
Заступник директора з навчально-виховної роботи — Крапко Марина Костянтинівна — учитель-методист. Відмінник освіти України.
Заступник директора з виховної роботи — Іванюк Тетяна Валеріївна — відмінник освіти України.

## Напрями підготовки структурного підрозділу
У ліцеї проводиться ґрунтовна теоретична та практична підготовка старшокласників до науково-дослідницької роботи під керівництвом Малої академії наук «Дослідник».
З метою довузівської підготовки викладачами НАУ проводяться спецкурси, що дозволяє старшокласникам осмислено зробити вибір майбутньої професії.
Форми навчання — денна.

## Наукова робота
Статті:
- Земляна Г. Модель комплексного впровадження інформаційних технологій навчання;
- Земляна Г. Пріоритети успішної управлінської діяльності;
- Кравченко Н. Пріоритет єднання педагогів з наукою — успішний перехід до європейського рівня якості та доступності освіти;
- Новоселецька Т. Технологія співробітництва індивідуальностей під час вивчення математики в умовах ліцею;
- Щербатенко О. Інтерактивні технології навчання іноземним мовам;

Друковані видання:
- Українська література. Довідник, тестові завдання. О. Куриліна, Г. Земляна, Шевчук Н. І., Горячева О. М., К.- Подільський: ФОП Сисин О. В., 2010. — 432с.;
- Українська література. Довідник, тестові завдання, відповіді. Підготовка до зовнішнього незалежного оцінювання 5-11 класи. Л. Шабельникова, Г. Земляна, Н. Обложок., Донецьк: ТОВ «Глорія Трейд», 2011. — 400с.;
- Українська мова та література. Збірник завдань у тестовій формі (20 варіантів у форміаті ЗНО). О. Куриліна, Г.Земляна, К.-Подільський: Абетка, 2011. — 288с.;
- Фізика: підручник для 10 класу загальноосвіт. навчальних закладів (профільний рівень). Т. Засєкіна, М. Головко Київ: «Педагогічна думка», 2010.- 304 с., іл., табл.
- Фізика: підручник для 11 кл. загальноосвіт. навч. закл.: (академічний рівень, профільний рівень). Т.Засєкіна, Д. Засєкін, Харків: Сиция, 2011. — 336 с.;
- Українська мова та література. Збірник завдань у тестовій формі (2-ге видання, доповнене та перероблене). О. Куриліна, Г.Земляна, К.-Подільський: ФОП Сисин О. В., 2012. — 470 с.;
- Українська мова та література. Довідник. Збірник завдань у тестовій формі. О. Куриліна, Г.Земляна, К.-Подільський: ФОП Сисин О. В., 2012. — 654 с..

## Студентське життя
Ліцеїсти беруть участь у різноманітних студентських конкурсах, змаганнях, популярних серед студентської молоді гри КВК, «Студвесна», «Міс ДУ КАІ» тощо.
В ліцеї прийнято Статут учнівського самоврядування, підписано угоду про співпрацю з батьківськими активами та адміністрацією школи, розроблено спільний план дій. Учнівське самоврядування в нашій школі є дійсно дієвою структурою, яка бере участь в керуванні навчально-виховним процесом. Проводяться акції, різноманітні рейди, багато уваги приділяється організації змістовного дозвілля учнів.